# Проблема связывания
Как мозг создает единую модель реальности, сохраняя при этом идентичность сигналов и в то же время не давая картине мира распадаться на отдельные части? В нейронауке, когнитивной науке и философии сознания это называется проблемой связывания.
Мы воспринимаем мир как разнообразную, но связную структуру, и принимаем это как должное. Но количество сигналов, поступающих в разные сенсорные системы и обрабатываемых мозгом, огромно, и они постоянно меняются. Тем не менее, нормально работающий мозг справляется с построением адаптивной модель реальности. Она как пазл, состоящий из множества деталей, которые складываются вместе и создают единую картину. Это касается и модели Я, создаваемой мозгом. Наше внутреннее ощущение единой личности возникает в результате совокупности репрезентаций внутренних сигналов и служит устойчивой системой отсчета для модели внешнего мира.
Иллюзии восприятия показывают, что мозгу нелегко дифференцировать и интегрировать, не допуская ошибок при работе с двусмысленностью. Также при определенных патологиях функционирования головного мозга или под воздействием психоактивных веществ мы наблюдаем ухудшение целостного состояния модели реальности и распад единого Я. Эти дезадаптивные состояния показывают, что создание связной модели является особой функцией мозга и ключом к выживанию.
Проблема связывания (ПС) имеет два аспекта:
Проблема разделения (ПС1) касается вопроса о механизмах, которые позволяют мозгу различать сигналы окружающей среды, получаемые сенсорами наших модальностей восприятия.
Проблема комбинирования (ПС2) касается механизма, который интегрирует репрезентации всех сигналов внешнего и внутреннего мира в согласованную модель реальности.
ПС1 и ПС2 — две разные проблемы, но это не означает, что мозг использует два механизма для их решения. Противоположные функции интеграции и дифференциации репрезентаций могут выполняться одним механизмом.

## История
Психолог Уильям Джеймс ввел термин «проблема комбинирования» в отношении вопроса о единстве феноменального опыта. Он искал способы объяснения с помощью физики, но не нашел удовлетворительного ответа. Знания о физиологии развивались и теперь известно, что различные аспекты восприятия обрабатываются в разных зонах мозга. Например, разные области зрительной коры специализируются на обработке различных аспектов цвета, движения и формы. Когда человек видит синий квадрат и желтый круг, одни нейроны сигнализируют в ответ на синий цвет, другие — в ответ на желтый, третьи — на квадратную или круглую форму. Здесь проблема связывания заключается в том, как мозг правильно сочетает цвет и форму, то есть указывает, что синий, а не желтый цвет сочетается с квадратом.
Самым простым ответом была попытка объяснить проблему анатомической структурой. Она основывается на очевидных пространственных аспектах: в мозге есть области, которые специализируются на обработке модально-специфических сигналов и различных аспектов этих сигналов; области, расположенные дальше по иерархии, занимаются ассоциативной обработкой и интеграцией. В целом нервная система многоканальная и многоуровневая. Связи между зонами от сенсоров до областей новой коры начинаются в виде специализированных меченых линий, затем сходятся в некоторых областях, затем расходятся и снова сходятся. Эта система настолько сложна и работает по принципу конвергенции-дивергенции и обратных связей, что мы никак не можем объяснить механизм связывания только схемой «проводки». Также одной лишь пространственной структурой нельзя объяснить, каким образом мы получаем картину мира со всеми деталями в постоянном режиме почти мгновенного создания и обновления. Фактор времени должен быть включен в любую теорию механизма и алгоритма такого достижения природной технологии. Более того, некоторые исследователи справедливо отмечают, что неуместно анализировать связывание в восприятии без учета того, как свойства сигналов связываются в памяти и как мозг предвосхищает сигналы. Итак, любая модель, решающая проблему связывания, должна включать в себя аспекты прошлого (память), настоящего (восприятие) и будущего (прогнозирование).

## Существует ли проблема связывания?
Философ Дэниел Деннет предположил, что наше ощущение феноменального опыта как отдельных событий является иллюзорным и что вместо этого в любой момент времени существует множество «эскизов» сенсорных паттернов в разных местах. Он утверждает, что сознание не является единым и не существует проблемы связывания.
Психофизические эксперименты демонстрируют перцептивную асинхронность, когда цвет воспринимается раньше обработки ориентации линий и движения на 40 и 80 мс соответственно. По крайней мере в течение коротких промежутков времени обработка различных сигналов не связана, что может служить основанием для идеи о «разобщенности сознания».
Но никакая «разобщенность сознания» в том смысле, что мозг обрабатывает разные сигналы разными популяциями нейронов и эта активность не совпадает во времени, не делает проблему связывания несуществующей. Более того, именно факт пространственных и временных различий подчеркивает наличие связующего механизма, поскольку в нормальном состоянии мы воспринимаем мир как единое целое, а не как вращающийся калейдоскоп множественных «эскизов». Модель реальности распадается только при патологических состояниях, что как раз и свидетельствует о сбое в работе какого-то связующего механизма. Мы не можем решить проблему, заявив, что её не существует.

## Решение проблемы связывания
Некоторые современные философы придерживаются представления о существовании единства сознания. Многие нейроученые соглашаются с ними и строят модели того, как мозг решает эту проблему.

### Теория Глобального Рабочего Пространства
Теория глобального рабочего пространства (ТГРП) предполагает, что сигналы попадают в определенное рабочее пространство, в котором они «транслируются» во многие участки коры головного мозга для параллельной обработки. Существуют подробные нейроанатомические версии такого рабочего пространства. Они полагаются на физиологический факт, что многие области коры посылают и получают многочисленные сигналы из самых разных удаленных областей мозга, что позволяет им интегрировать информацию в пространстве и времени. Таким образом, несколько сенсорных данных могут сойтись в единой согласованной интерпретации. Эта общая интерпретация транслируется в глобальное рабочее пространство, создавая условия для возникновения единого состояния сознания, одновременно дифференцированного и интегрированного.
Однако ТГРП не решает вопрос о механизме, который выполняет дифференцирование и интеграцию. Он лишь постулирует существование некоторого места, где находится функция. Но функционально-физиологическая схема не может объяснить физику и технологию, решающую проблему связывания.

### Теория Интегрированной Информации
Теория Интегрированной Информации (ТИИ) вводит зависящую от времени и состояния меру интегрированной информации — φ. Высокие значения φ могут быть получены архитектурами сети, которые сочетают функциональную специализацию с функциональной интеграцией. Авторы считают φ полезной метрикой для характеристики способности любой физической системы интегрировать информацию. Теория обладает разработанным математическим аппаратом, но имеет высокую временную сложность. «Мера интеграции, предложенная ТИИ, вычислительно невозможна для оценки больших систем, растущих сверх-экспоненциально с повышением информационного содержания системы». Эти вычислительные проблемы в сочетании с изначально сложной задачей надежной и точной оценки сознания в экспериментальных условиях затрудняют проверку предсказаний теории. Несмотря на эти проблемы, исследователи пытались использовать меры интеграции и дифференциации информации для оценки уровней сознания у различных субъектов. Например, в одном исследовании удалось достоверно различать разные уровни сознания у бодрствующих, спящих, находящихся под анестезией или в коматозном состоянии людей. Но корреляция φ с разными состояниями может быть лишь отражением уровня эффективности сетевых взаимодействий.
Теорию критиковали за то, что она не ответила на основные вопросы, требуемые от теории сознания. Философ Адам Паутц сказал: «Пока сторонники ТИИ не ответят на эти вопросы, они не выложат на стол четкую теорию, которую можно оценить как истинную или ложную». Предлагаемая метрика сознания φ «висит в воздухе» и не может быть ни подтверждена, ни опровергнута.
Один из основных вопросов, на который не может ответить теория, — это физический и вычислительный механизм, лежащий в основе интегральной меры информации. Таким образом, она не объясняет решение проблемы связывания, а лишь подтверждает, что мозг её решает с той или иной степенью успеха.

### Теория Тысячи Мозгов
Теория Тысячи Мозгов (ТТМ) предполагает, что вместо создания одной модели объекта мозг строит множество моделей каждого объекта. Каждая модель строится с использованием входных данных, приходящих в разные части одной сенсорной системы или в разные сенсорные модальности. Знания о любом объекте распределяются между тысячами взаимодополняющих моделей. Чтобы достичь консенсуса эти модели принимают участие в голосовании, а результат голосования — то, что мы воспринимаем.
Каждая колонка коры создает модели мира, основываясь на том, что она может ощущать при движении связанного с ней сенсора. Как будто мозг на самом деле состоит из многих тысяч мозгов, работающих одновременно. Колонки сочетают в себе сенсорный ввод и интегрируют сенсорные функции. Связи дальнего действия в коре головного мозга позволяют колонкам работать вместе для быстрой идентификации объектов. Таким образом, отдельная колонка может распознавать объекты по движению или по дальним связям между колонками, которые обмениваются информацией, чтобы договориться о том, что это за объект.
Теория не предлагает никакого механизма для постулируемого выше процесса. Автор отмечает: «Весь мир познается как сложная иерархия объектов, расположенных относительно других объектов. Как именно неокортекс делает это, до сих пор неясно».
TТМ предполагает, что «вместо иерархии для объединения признаков в распознаваемый объект неокортекс использует иерархию для сборки объектов в более сложные объекты».
Но проблема остается: как работает конвейер сборки? Как создаются репрезентации объектов и как они собираются в модель мира?
Вот как автор формулирует решение проблемы связывания: «Проблема связывания основана на предположении, что неокортекс имеет единую модель для каждого объекта в мире. Теория тысячи мозгов переворачивает это и говорит, что существуют тысячи моделей каждого объекта. Разнообразные входные данные для мозга не связаны и не объединены в единую модель».
Это звучит как возвращение к идее, предложенной Деннетом почти полвека назад, о множестве «эскизов» в разных местах, но сформулированное другими словами. Таким образом, если эти тысячи эскизов или моделей не объединены, проблемы связывания не возникает. Проблема решается утверждением, что её не существует.
Но проблема остается. Даже название теории требует связывания: как все эти «тысячи мозгов» интегрируются в один мозг? Вот ответ в рамках ТТМ: «Голосование среди кортикальных колонок решает проблему связывания. Это позволяет мозгу объединять многочисленные типы сенсорной информации в единое представление того, что воспринимается». Голосование кажется решением: нейроны голосуют за разных кандидатов; результатом их консенсуса является целостное восприятие. Проблема в том, что нет ответа на вопрос, как собираются голоса, чтобы выяснить консенсус. Утверждение, что колонки делают это с помощью дальних соединений, не решает проблему. Какой бы ни была топология сети, по которой рассылаются «бюллетени», голоса должны быть помещены в «урну для голосования» и оставаться индивидуальными для подсчета. В этом суть проблемы связывания, которая имеет две стороны: комбинирование и разделение. Они должны решаться одновременно, и для этого должен быть физический механизм.

### Теория Связывания Синхронностью
Существует старая гипотеза о том, что свойства отдельных объектов связываются/разделяются посредством синхронной активности различных нейронов в коре головного мозга. Теория утверждает, что когда два функционирующих нейрона активируются синхронно, они связаны, а когда они активируются не синхронно, они не связаны. Эмпирическая проверка этой идеи получила толчок, когда фон дер Мальсбург предположил, что связывание признаков представляет собой особую проблему, которую нельзя решить просто с помощью скорости активации клеток. Ряд исследований показал, что действительно существует связь между синхронным срабатыванием и связыванием свойств. Аргументы в пользу роли ритмической синхронности были резюмированы Зингером.
Тем не менее, существует несоответствие между данными, полученными в разных лабораториях. Исследователи обнаружили, что перцептивное связывание двух движущихся паттернов не влияло на синхронность нейронов, реагирующих на эти два паттерна. На нейронную синхронность не влияет реагируют ли два нейрона в первичной зрительной коре на контуры одинаковой или разной формы. В целом, экспериментальное свидетельство того, что происходит одновременное срабатывание, не является доказательством того, что оно связано с решением ПС1 и ПС2. Это может быть просто совпадением активности.
Критики теории показывают, что операции, которые приводят к интегрированным репрезентациям, не могут быть завершены без более высокого уровня иерархии, и поэтому идея локального синхронного срабатывания как решения проблемы связывания является, по крайней мере, неполной. К тому же идея остается спорной из-за очевидной несовместимости использования синхронности одновременно для разделения и объединения. Фон дер Мальсбург предположил, что разделение осуществляется другими средствами.
Из приведенных соображений вытекает еще один важный вопрос. Они показывают несовместимость двух моделей: нейронный код как изменение средней скорости активации и связывание как синхронная активация. Изменение скорости по определению является параметром, изменяющимся во времени. Если информация содержится в среднем темпе идентичных спайков, как она может комбинироваться и оставаться уникальной, если спайки сходятся во времени, чтобы стать синхронными? Теория нейронного кодирования средней скоростью является лишь одной из моделей и имеет свои противоречия. Но каким бы ни был нейронный код, это все равно паттерн нейронной активности. Паттерн представляет собой изменение по осям пространства и времени. Одновременная «стрельба» стирает уникальность паттерна.
Решение проблемы связывания тесно связано с нейронным кодированием. Вычислительная и физическая феноменология не могут противоречить друг другу, поскольку мозг — это физическое устройство, которое кодирует сигналы мира и объединяет закодированные репрезентации в модель реальности, которая должна быть одновременно целостной и дифференцированной. Вычислительная технология должна быть встроена в физический механизм, имеющий свое воплощение в физиологии мозга. Любая модель мозга должна иметь дело со всеми этими аспектами.

### Теория Телеологического Преобразования
Теория Телеологического Преобразования (ТТП) пытается решить функциональные, физические, физиологические, вычислительные и технологические проблемы в рамках одной внутренне согласованной модели. Она рассматривает все эти аспекты не только в отношении восприятия (интроекция сигналов), но и в отношении хранения репрезентаций (память) и проецирования модели реальности (функция прогнозирования). В основе ТТП лежит предположение, что сознание представляет собой процесс преобразования сигналов, направленный на создание их репрезентаций как элементов адаптивной модели реальности, адекватной этим сигналам и потребностям выживания. Эта исходная простая гипотеза охватывает телеологические и функциональные вопросы: что делает мозг и с какой целью?
Если создание целостной модели реальности с целью адаптации к реальности является функцией мозга, то он должен быть вооружен соответствующими функциональными модулями, алгоритмами их взаимодействия и технологическими решениями, основанными на физических механизмах. ТТП восходит к первоначальной дилемме, с которой столкнулся Уильям Джеймс в девятнадцатом веке, когда он размышлял о единстве сознания: как это можно объяснить с помощью физического механизма? Но это значит, что нам нужно объяснить физический механизм репрезентаций (квалиа, феноменальный опыт), и только тогда можно говорить о механизме их интеграции. Таким образом, проблема связывания влечет за собой комплекс базовых вопросов и не может быть решена отдельно.
Ответ на вопросы о физической природе репрезентаций (квалиа, феноменальный опыт) означал бы закрытие древнейшей проблемы философии сознания: «разрыва в объяснении» между ментальным и физическим, «трудной проблемы сознания». Трудная проблема должна быть рассмотрена с физической и технологической точки зрения, чтобы стать не простой, но решаемой задачей.
Сигналы мира – это волны энергетических колебаний с широким диапазоном параметров. Обработка этих сигналов требует анализа и последующего синтеза. Анализ представляет собой разложение сигнала на амплитудно-частотную и фазовую составляющие и определение вклада различных составляющих в данный сигнал. Синтез — это обратная операция преобразования разложенных дискретных измерений различных параметров в континуальную репрезентацию исходного сигнала. Такая формулировка ПС1 и ПС2 в физических и технологических терминах дана в рамках ТТП. Это не только два аспекта одной и той же проблемы, но и две ступени одной и той же алгоритмической цепочки.
Если мозг является устройством преобразования сигналов, то технологически его сеть представляет собой фильтры обработки сигналов, начиная с первичных сенсоров в качестве преобразователей, за которыми следуют модуляторы и интеграторы, отвечающие за конечный продукт в виде репрезентации сигнала. Эта гипотеза представляет собой принципиально новый подход к нервной системе. Он обеспечивает основу для построения новой карты мозга как конфигурации фильтров, предлагаемой в TTП. Эти фильтры составляют цепочку преобразования сигналов, которая кодирует поступающие аналоговые сигналы с помощью функции дискретизации и квантования, передает закодированные паттерны, сохраняет их в настройках импульсных ответов нейронов, воспроизводит их волновыми паттернами нейронной активности в виде аналоговых репрезентаций. С технической точки зрения это «гибридная схема» аналогово-дискретно-аналогового преобразования. В вычислительном отношении это анализ и синтез, которые решают ПС1 и ПС2. ТТП предлагает описание процесса и алгоритма от системного уровня до внутриклеточных деталей.
С точки зрения организации каналов связи мозг решает ПС1 и ПС2 с помощью компонентного и композитного решения. Первичные преобразователи сигналов представляют компонентный аспект: разные каналы обрабатывают и передают разные параметры сигнала. Компонентная технология позволяет не только различать параметры сигнала, но и избегать перекрестных помех при первичной обработке. На последующих этапах происходит переход к композитным решениям, когда закодированные параметры передаются по общим каналам. Это упрощает связь между модулями системы, которая и без того очень сложна из-за большого количества сетевых элементов. Композитный вариант экономит место, время и энергию во время передачи. Тем не менее, требуется высокоразвитая декодирующая часть цепочки, чтобы все затраты на первичную дифференциацию не пропадали даром, а репрезентации были и детализированы, и объединены в единую и связную модель. Загадка конвергенции нейронных путей при сохранении специфичности информации решается следующим образом: такая технологическая необходимость обеспечивается физическими свойствами волн, которые позволяют вместить в один канал множество потоков и паттернов. Одним из основных преимуществ волнового процесса с точки зрения энергоинформационной организации является возможность объединения нескольких потоков в один канал (мультиплексирование) и направления отдельных потоков по разным каналам (демультиплексирование). В отличие от предыдущих моделей, которые рассматривают нейронные цепи как провода, ТТП рассматривает их как волноводы и описывает физику процесса, воплощенную в тонких деталях физиологии дендритов и аксонов.
Волны также способны создавать наблюдаемую емкость, скорость и многоуровневую сложность нашей памяти. Волны формируют, хранят и считывают информацию не последовательно по битам, а от всех участников определенного волнового паттерна одновременно в пределах тактовой частоты опорной волны. Это решает загадку того, как репрезентации со всеми сложными деталями пространства параметров формируются и воспроизводятся почти мгновенно без необходимости накапливать и считывать среднюю скорость спайков или последовательных битов спайков по линейной цепочке. Именно здесь ТТП касается вопроса о физическом механизме ПС1 и ПС2 относительно не только восприятия (настоящее), но и памяти (прошлое), и проецирования предсказательной модели (будущее).
Проблема связывания тесно связана с вопросом о нейронном коде. Вычислительная функция должна соответствовать физическому механизму и физиологической реальности. Любой сигнал среды представляет собой колебательный энергетический процесс с определенной амплитудой, частотой и развитием фаз во времени. Таким образом, нейронный код должен представлять собой сложную многомерную структуру. При этом плотность информации должна сочетаться с эффективностью и скоростью. Физически потенциалы действия представляют собой непрерывные колебательные процессы, различающиеся по длительности, амплитуде и форме, что может обеспечить высокую пропускную способность и эффективность кода. Тем не менее, стандартные теории нейронауки рассматривают нейронную активность как идентичные дискретные спайки, таким образом моделируя код как цифровой. Такие теории предполагают, что информация содержится в количестве спайков в конкретном временном окне (темповый код) или в их точном расположении по оси времени (темпоральный код). Проблема в том, что такие спайковые модели нейронного кода противоречат фактической эффективности и скорости мозга.
TTП предлагает гипотезу симфонического нейронного кода (СНК). Многие исследователи сравнивают мозг с оркестром и называют нейронные цепочки ансамблями. Доводя эту метафору до уровня физической аналогии, ТТП рассматривает каждый потенциал действия как ноту музыки мозга, имеющую индивидуальные характеристики формы волны (период, амплитуда, фаза). Эти ноты образуют паттерн активности данного нейрона с точной пространственно-временной организацией, что позволяет ему быть частью общей симфонии мозга с ее мелодиями (частотными паттернами), ритмами (фазовыми паттернами) и гармониями (одновременное существование разных паттернов). Информационная насыщенность каждой ноты (потенциал действия) и каждой паузы (потенциал покоя) очень высока. Таким образом, сложная информация может быть закодирована в короткой последовательности активаций/пауз и даже в пределах одного цикла. За счет этого система в целом обладает огромной вычислительной мощностью, эффективностью и скоростью. В вычислительном отношении нейронный код является не цифровым, а аналого-цифровым, а это означает, что каждый потенциал действия, являющийся дискретной единицей кода, содержит внутренние параметры как континуальное явление. Физически нейронный код основан на колебательных и волновых явлениях, таких же, как создание звуков, которые мы называем музыкой. Модель предлагает подробное физическое, математическое и технологическое описание, которое объясняет информационную, временную и энергетическую эффективность мозга.
Гипотеза СНК предлагает новый взгляд на проблему связывания, поскольку рассматривает процесс кодирования как взаимодействие различных нейронных колебаний посредством синхронизации. Термин употребляется не в смысле одновременности одинаковых спайков (синхронность, унисон), а говорит о сложном механизме сцепления различных частот, создающем гармоническую структуру при сохранении индивидуальных характеристик каждой репрезентации как волнового паттерна. Сочетание различных волновых паттернов дает мозгу возможность решать ПС2. Это также позволяет сохранить уникальность каждого паттерна и решает ПС1. Таким образом, один и тот же физический механизм имеет дело с обоими аспектами проблемы связывания. Как музыканты оркестра играют свои отдельные партии с разными ритмическими и мелодическими структурами, объединенными в одну симфонию, нейронные ансамбли играют симфонию сознания. Решение проблемы связывания происходит с помощью синхронизации как частотного и фазового сцепления на основе гармонических интервалов. Элементы ансамбля мозга могут мгновенно синхронизироваться и участвовать в сложных, дифференцированных и интегрированных репрезентациях в виде волновых паттернов, создавая связную модель реальности и целостную личность. ТТП описывает тонкие детали физиологической реализации механизма физического связывания и раскрывает нюансы полифонии и полиритмии мозга. Модель можно назвать связыванием гармонией. Она также описывает, как нарушение механизма связывания приводит к дезинтеграции личности и расщеплению модели реальности при некоторых психических расстройствах.
Гипотеза СНК основана на Теории Энергетической Гармонии, объясняющей универсальный физический механизм связывания колебаний энергии с различными частотами и фазовыми портретами в когерентные структуры. Таким образом, ТТП встраивается в более широкие рамки физической теории и рассматривает мозг не как особую субстанцию с неизвестными законами функционирования, а как технологическое устройство, использующее существующие во Вселенной физические механизмы.